# 泰拉莫省
泰拉莫省（義大利語：Provincia di Teramo）是意大利阿布鲁佐大区的一個省。面積1,948平方公里，2001年人口296,063人。首府泰拉莫。下分47市鎮。